# Nomada opacella
Nomada opacella är en biart som beskrevs av Timberlake 1954. Nomada opacella ingår i släktet gökbin, och familjen långtungebin. Inga underarter finns listade i Catalogue of Life.